# Joseph Coutts
Joseph Coutts (sinh 1945) là một hồng y người Pakistan của Giáo hội Công giáo Rôma. Ông hiện là Tổng giám mục chính tòa Tổng giáo phận Karachi. Ngoài ra, ông từng đảm nhận vai trò Chủ tịch Hội đồng Giám mục Pakistan từ 2011 đến 2017. Trước khi trở thành Tổng giám mục Karachi, ông từng là Giám mục chính tòa Giáo phận Hyderabad và Giáo phận Faisalabad.

## Tiểu sử
Tổng giám mục Joseph Coutts sinh ngày 21 tháng 7 năm 1945 tại Amritsar, Pakistan. Sau quá trình tu học dài hạn tại các chủng viện theo quy định của Giáo luật, ngày 9 tháng 1 năm 1971, Phó tế Coutts, 26 tuổi, tiến đến việc truyền chức linh mục. Tân linh mục trở thành thành viên của linh mục đoàn của Giáo phận Lahore.
Hơn mười lăm năm kinh nghiệm về công tác mục vụ trên sứ vụ linh mục, ngày 5 tháng 5 năm 1988, Tòa Thánh loan báo tin về việc Giáo hoàng đã tuyển lựa và quyết định thăng linh mục Joseph Coutts làm Giám mục, cụ thể với chức danh Giám mục Phó Giáo phận Hyderabad in Pakistan. Các nghi thức cử hành tấn phong cho vị tân chức bị trí hoãn khá lâu, đến ngày 16 tháng 9 cùng năm mới được tổ chức, với sự tham dự của ba giáo sĩ cấp cao dự phần trong nghi lễ đặt tay. Giám mục Chủ phong là Giám mục Bonaventure Patrick Paul, O.F.M., chính tòa Giáo phận Hyderabad in Pakistan. Hai vị khác đóng vai trò phụ phong, gồm Armando Trindade, Giám mục chính tòa Giáo phận Lahore và Tổng Giám mục Emanuele Gerada, Quyền Sứ thần Tòa Thánh tại Pakistan. Tân giám mục chọn cho mình châm ngôn:Harmony.
Hai năm sau đó, ngày 1 tháng 9 năm 1990, Giám mục Coutts kế vị trở thành Giám mục chính tòa Hyderabad in Pakistan. Tám năm trên cương vị người đứng đầu giáo phận Hyderabad của Giám mục Coutts châm dứt bằng quyết định của Tòa Thánh ấn kí ngày 27 tháng 6 năm 1998, khi Tòa Thánh ra thông cáo về việc Giáo hoàng quyết định thuyên chuyển ông làm Giám mục chính tòa Giáo phận Faisalabad. Mười ba năm sau đó, ngày 25 tháng 1 năm 2012, tin tức từ Tòa Thánh cho hay về việc thăng Giám mục Coutts làm Tổng giám mục chính tòa Tổng giáo phận Karachi.
Ngoài các chức danh và nhiệm vụ chính được phía Tòa Thánh ra thông cáo bổ nhiệm, Tổng Giám mục Coutts còn đảm nhiệm thêm vị trí Chủ tịch Hội đồng Giám mục Pakistan từ tháng 3 năm 2011 đến ngày 10 tháng 11 năm 2017.
Bằng việc tổ chức công nghị Hồng y năm 2018 được cử hành chính thức vào ngày 29 tháng 6, Giáo hoàng Phanxicô đưa ra quyết định vinh thăng Tổng giám mục Joseph Coutts tước vị danh dự của Giáo hội Công giáo, Hồng y.